# Ebenhausen-Schäftlarn
Ebenhausen-Schäftlarn (niem: Bahnhof Ebenhausen-Schäftlarn) – stacja kolejowa w Schäftlarn, w kraju związkowym Bawaria, w Niemczech. Znajduje się na linii Isartalbahn i obsługuje pociągi S-Bahn w Monachium. Według DB Station&Service ma kategorię 6. Budynek dworca jest zarejestrowany jako zabytek architektury na liście zabytków Bawarii.

## Położenie
Stacja znajduje się na Prof.-Benjamin-Allee 1 w dzielnicy Ebenhausen gminy Schäftlarn.
Ebenhausen-Schäftlarn jest najwyżej położoną stacją dawnej Isartalbahn. 

## Linie kolejowe
- Linia Isartalbahn

## Połączenia
| Linia | Trasa | Takt   |
| ----- | --- | ------ |
| S7    | Wolfratshausen – Icking – Ebenhausen-Schäftlarn – Hohenschäftlarn – Baierbrunn – Buchenhain – Höllriegelskreuth – Pullach – Großhesselohe Isartalbahnhof – Solln – Siemenswerke – Mittersendling – Harras – Heimeranplatz – Donnersbergerbrücke – Hackerbrücke – Hauptbahnhof – Karlsplatz (Stachus) – Marienplatz – Isartor – Rosenheimer Platz – Ostbahnhof – St.-Martin-Straße – Giesing – Perlach – Neuperlach Süd – Neubiberg – Ottobrunn – Hohenbrunn – Wächterhof – Höhenkirchen-Siegertsbrunn – Dürrnhaar – Aying – Peiß – Großhelfendorf – Kreuzstraße | 20 min |